# 天津津門虎足球倶楽部
天津津門虎足球倶楽部（てんしん-しんもんこ-そっきゅう-くらぶ、中国語：天津津门虎足球俱乐部）は、中華人民共和国の天津市をホームタウンとする、中国サッカー・スーパーリーグに加盟するプロサッカークラブ。

## 歴史
前身は1956年に作られた天津市足球隊であり名門チームとして知られた。1995年には韓国の三星グループがスポンサーとなり天津三星となった。その後、天津立飛三星と改名していたが、1998年に天津経済技術開発区がスポンサーになり、別のサッカークラブ・天津万科と合併して天津泰達足球倶楽部（Tianjin Teda  Football Club）となった。クラブ名の「泰達」は浜海新区の大型再開発地域・天津経済技術開発区（Tianjin Economic and Technology Development Area）の英文略称「TEDA」を、中国語に音訳したもの。本拠となるスタジアムも古くからの天津市街ではなくTEDAに置かれた。
1998年
プロサッカークラブ「天津泰達足球倶楽部」を設立。甲Bリーグで優勝。
1999年
甲Aリーグ所属となる。
2003年
康師傅がチームスポンサーとなる。2003年及び2006年から2014年の時期は天津康師傅足球倶楽部をチーム名とした。
2004年
スーパーリーグ開始当初より所属。
2008年
スーパーリーグ4位。AFCチャンピオンズリーグ2009の出場権を獲得した。
2009年
AFCチャンピオンズリーグ2009でACL初出場すると予選で浦項、川崎、セントラルコースト・マリナーズのグループHを2勝2分2敗の3位で終えグループリーグ敗退した。
2010年
スーパーリーグ2位。AFCチャンピオンズリーグ2011の出場権を獲得した。
2011年
2回目の出場となったAFCチャンピオンズリーグ2011の予選でG大阪、済州、メルボルン・ビクトリーのグループEを3勝1分2敗の2位で初の決勝トーナメントに進出した。ラウンド16で全北と対戦した。アウェイでの一発勝負は0-3で敗れ、ラウンド16で敗退が決定した。
中国FAカップ初優勝。AFCチャンピオンズリーグ2012の出場権を獲得した。
2012年
3回目の出場となったAFCチャンピオンズリーグ2012の予選で城南、名古屋、セントラルコースト・マリナーズのグループGを3分3敗でグループリーグ最下位の4位に終え敗退した。
2021年
中国サッカー協会の方針によりスポンサ－名を外した天津津門虎足球倶楽部と改名した。
1月13日、オーナーである天津泰達グループはチーム名を「天津津門虎」に変更した直後、チームを放棄すると発表した。チームは2月28日の超級リーグの締め切りに、規定のフォームを中国サッカー協会に提出できず、リーグ審査に不合格となり存続が危ぶまれた。超級リーグ開幕直前、一時的に天津スポーツ局がチーム運営を行うことが決まり、2021年の超級リーグへの参加が決定した。
2023年
天津港爆発事故の影響で長く使用できなかった専用スタジアム、泰達サッカースタジアムの修復が終わり、本拠地としての利用を再開した。

## タイトル

### 国内タイトル
- FAカップ：1回
  - 2011
- 甲Bリーグ：1回
  - 1998

### 表彰
超級リーグ
- 得点王
  - 2008 -  エベル・ルイス
- フェアプレー賞
  - 2016

## 過去の成績
| シーズン | ディビジョン | ディビジョン | ディビジョン | ディビジョン | ディビジョン | ディビジョン | ディビジョン | ディビジョン | ディビジョン | ディビジョン | カップ       |
| シーズン | リーグ       | 試           | 勝           | 分           | 敗           | 得           | 失           | 差           | 点           | 順位         | カップ       |
| -------- | ------------ | ------------ | ------------ | ------------ | ------------ | ------------ | ------------ | ------------ | ------------ | ------------ | ------------ |
| 1999     | 超級リーグ   | 26           | 8            | 11           | 7            | 32           | 28           | +4           | 35           | 7位          | 1回戦敗退    |
| 2000     | 超級リーグ   | 26           | 7            | 10           | 9            | 28           | 37           | −9           | 31           | 10位         | 2回戦敗退    |
| 2001     | 超級リーグ   | 26           | 10           | 6            | 10           | 38           | 31           | +7           | 36           | 7位          | 準々決勝敗退 |
| 2002     | 超級リーグ   | 28           | 9            | 7            | 12           | 37           | 36           | +1           | 34           | 10位         | 準々決勝敗退 |
| 2003     | 超級リーグ   | 28           | 8            | 12           | 8            | 32           | 33           | −1           | 36           | 10位         | ベスト16     |
| 2004     | 超級リーグ   | 22           | 7            | 8            | 7            | 28           | 29           | −1           | 29           | 6位          | 2回戦敗退    |
| 2005     | 超級リーグ   | 26           | 14           | 7            | 5            | 48           | 26           | +22          | 49           | 4位          | 1回戦敗退    |
| 2006     | 超級リーグ   | 28           | 10           | 10           | 8            | 40           | 38           | +2           | 40           | 6位          | 準々決勝敗退 |
| 2007     | 超級リーグ   | 28           | 12           | 8            | 8            | 31           | 22           | +9           | 44           | 6位          |              |
| 2008     | 超級リーグ   | 30           | 16           | 9            | 5            | 54           | 29           | +25          | 57           | 4位          |              |
| 2009     | 超級リーグ   | 30           | 12           | 9            | 9            | 36           | 29           | +7           | 45           | 6位          |              |
| 2010     | 超級リーグ   | 30           | 13           | 11           | 6            | 37           | 29           | +8           | 50           | 2位          |              |
| 2011     | 超級リーグ   | 30           | 8            | 13           | 9            | 37           | 41           | −4           | 37           | 10位         | 優勝         |
| 2012     | 超級リーグ   | 30           | 10           | 10           | 10           | 29           | 30           | −1           | 40           | 8位          | 4回戦敗退    |
| 2013     | 超級リーグ   | 30           | 11           | 7            | 12           | 35           | 39           | −4           | 34           | 11位         | 4回戦敗退    |
| 2014     | 超級リーグ   | 30           | 10           | 9            | 11           | 41           | 44           | −3           | 39           | 7位          | 3回戦敗退    |
| 2015     | 超級リーグ   | 30           | 7            | 10           | 13           | 39           | 46           | −7           | 31           | 13位         | 4回戦敗退    |
| 2016     | 超級リーグ   | 30           | 9            | 9            | 12           | 38           | 50           | -12          | 36           | 10位         | 4回戦敗退    |
| 2017     | 超級リーグ   | 30           | 8            | 7            | 15           | 30           | 49           | -19          | 31           | 13位         | 4回戦敗退    |
| 2018     | 超級リーグ   | 30           | 8            | 8            | 14           | 41           | 54           | −13          | 32           | 14位         | ベスト16     |
| 2019     | 超級リーグ   | 30           | 12           | 5            | 13           | 43           | 45           | −2           | 41           | 7位          | 準々決勝敗退 |
| 2020     | 超級リーグ   | 20           |              |              |              |              |              |              |              | 10位         |              |

- 2020シーズンは新型コロナウイルス感染拡大の影響により、8チームずつ2つのグループに分かれて予選を行い、各グループ上位4チーム計8チームが優勝を争う決勝トーナメントに、下位4チーム計8チームが降格を争う残留プレーオフに進む形で開催された。

## 現所属メンバー

### スカッド（国内リーグ戦・カップ戦）
2025年7月22日現在
注：選手の国籍表記はFIFAの定めた代表資格ルールに基づく。
| No. | Pos. |                | 選手名                          |
| --- | ---- | -------------- | ------------------------------- |
| 1   | GK   | 中華人民共和国 | 李岳峰                          |
| 2   | DF   | 中華人民共和国 | 呂佳強 (深圳2028からローン移籍) |
| 3   | DF   | 中華人民共和国 | 王政豪                          |
| 4   | DF   | 中華人民共和国 | 楊帆                            |
| 5   | MF   | 中華人民共和国 | 阮楊                            |
| 6   | DF   | 中華人民共和国 | 王献鈞                          |
| 7   | MF   | アルバニア     | アルビオン・アデミ              |
| 8   | MF   | ポルトガル     | シャダス                        |
| 9   | FW   | スペイン       | アルベルト・キレス              |
| 10  | MF   | スペイン       | クリスティアン・サルバドール    |
| 11  | FW   | 中華人民共和国 | 謝維軍                          |
| 13  | MF   | 中華人民共和国 | 李永佳                          |
| 14  | MF   | 中華人民共和国 | 黄嘉輝                          |
| 16  | DF   | 中華人民共和国 | 楊梓豪                          |

| No. | Pos. |                | 選手名       |
| --- | ---- | -------------- | ------------ |
| 19  | MF   | 中華人民共和国 | 劉俊賢       |
| 22  | GK   | 中華人民共和国 | 方鏡淇       |
| 23  | DF   | 中華人民共和国 | 銭宇淼       |
| 24  | DF   | 中華人民共和国 | 陳哲宣       |
| 25  | GK   | 中華人民共和国 | 閆炳良       |
| 26  | GK   | 中華人民共和国 | 張浩然       |
| 27  | DF   | 中華人民共和国 | 李嗣鎔       |
| 29  | MF   | 中華人民共和国 | 巴頓         |
| 30  | MF   | 中華人民共和国 | 王秋明       |
| 31  | DF   | 香港           | 孫銘謙       |
| 32  | MF   | 中華人民共和国 | 蘇縁傑       |
| 36  | MF   | 中華人民共和国 | 郭皓         |
| 37  | DF   | スペイン       | フアン・ロス |
| 40  | MF   | 中華人民共和国 | 石炎         |

## 歴代監督
- 藺新江（中国語版） 1994-1996（1度目）
- 左樹声（英語版） 1996-1997（1度目）
- 陳金剛（英語版） 1997
- 藺新江（中国語版） 1998（2度目）
- オスバルド・ヒメネス（英語版） 1998
- 金志揚（英語版） 1999-2000
- 劉俊鴻（中国語版） 2000（代行）
- ネルソン・アグレスタ（英語版） 2000-2002
- ジュゼッペ・マテラッツィ（英語版） 2003
- 劉俊鴻（中国語版） 2003（代行）
- 戚務生（英語版） 2004
- 劉春明（中国語版） 2004-2006
- ヨゼフ・ヤラビンスキー（英語版） 2007-2008
- 左樹声（英語版） 2008-2009（2度目）
- アリー・ハーン 2009-2011
- ヨジップ・クゼ 2012
- アレシャンドレ・ギマラエス（英語版） 2012-2013
- アリー・ハーン 2014-2015
- ドラゴミル・オクカ（英語版） 2015-2016
- ジャイメ・パシェコ（英語版） 2016-2017
- 李林生 2017
- 遅嶸亮（英語版） 2017（代行）
- ウリ・シュティーリケ 2017-2020
- 王宝山（英語版） 2020
- 于根偉（英語版） 2021-

## 歴代所属選手
- 張爍 2002-2009
- 蒿俊閔 2004-2009
- 于大宝 2010-
- スティグ・トフティング 2003
- ダミアーノ・トンマージ 2009
- マーク・ブリッジ 2009
- ファルホド・タジエフ 2010
- ホセ・ルイス・ビジャヌエバ 2010
- バレー 2013-2014
- 黄錫鎬 2017